# П'єр Фошар
П'єр Фошар (фр. Pierre Fauchard; 1678 — 22 березня 1761) — французький лікар, якого вважають «батьком сучасної стоматології». Він широко відомий тим, що написав перший повний науковий опис стоматології «Хірург—стоматолог» (фр. Le Chirurgien Dentiste), опублікований у 1728 році. В книзі описуються основна анатомія та функції порожнини рота, ознаки та симптоми патології порожнини рота, оперативні методи видалення карієсу та відновлення зубів, захворювання пародонту (піорея), ортодонтія, заміна відсутніх зубів та трансплантація зубів.

## Життєпис

### Рані роки
Фошар народився в дуже скромному будинку в Сен-Дені-де-Гастін в 1678 році. В 1693 році він приєднався до французького Королівського флоту в 15-річному віці, й потрапив під вплив Олександра Потелере, головного хірурга, який присвятив значний час вивченню захворювань зубів і порожнини рота.
У той час Фошар дізнався, що моряки, які перебувають у далеких плаваннях, страждають від зубних захворювань, зокрема від цинги. Врешті-решт майор Потелере надихнув і заохотив його прочитати та ретельно дослідити знахідки своїх попередників у цілющому мистецтві. Він сказав, що хоче поширювати знання, отримані ним на морі, на основі фактичної практики. Ця ідея змусила Фошара стати бойовим медиком як протеже Потелере.

### Життя як молодого стоматолога
Після того як Фошар покинув флот, він незабаром оселився в Анже, де займався медициною в лікарні Університету Анже. В Анже він розпочав значну частину революційної медичної роботи, яку ми знаємо сьогодні, і був піонером наукової хірургії порожнини рота та щелепно—лицьової тканини. Фошар часто називав себе "Chirurgien Dentiste" (хірургічний стоматолог), термін дуже рідкісний на той час, оскільки стоматологи в XVII столітті зазвичай видаляли зруйновані зуби, а не лікували їх.
Попри обмеження примітивних хірургічних інструментів наприкінці XVII — початку XVIII століття, багато його колег з університетської лікарні Анже Фошара вважали Фошара висококваліфікованим хірургом. Фошар робив чудові імпровізації стоматологічних інструментів, часто пристосовуючи інструменти виробників годинників, ювелірів і навіть перукарів, які, на його думку, можна було використовувати в стоматології.
Фошар представив зубні пломби як лікування зубних порожнин. Він стверджував, що кислоти, похідні цукру, такі як винна кислота, відповідають за карієс зубів, а також припустив, що пухлини, що оточують зуби, в яснах, можуть з'явитися на пізніх стадіях карієсу.
Фошар був піонером стоматологічних протезів, і він відкрив багато методів, щоб замінити втрачені зуби. Він припустив, що замінники можуть бути виготовлені з різьблених блоків зі слонової кістки або кістки, а ті штучно виготовлені стоматологічні шматки будуть корисні як натуральні. Один із цих методів стверджував, що штучні зуби будуть утримуватися на місці, прив’язуючи їх до решти твердих зубів шарнірами, використовуючи вощену нитку або золотий дріт. Він також представив стоматологічні брекети, хоча спочатку вони були виготовлені із золота, він виявив, що положення зубів можна виправити, оскільки зуби будуть слідувати за зразком проводів. Для закріплення брекетів зазвичай застосовували вощені лляні або шовкові нитки.

### Від Анже до Парижа та його революційна книга
Протягом 1716—1718 років Фошар здобув великий авторитет. У той час він проводив довгі періоди поза домом, вивчаючи та ділившись медичною практикою з іншими хірургами по всій Франції. У 1718 році Фошар переїхав до Парижа. Під час свого перебування в цьому місті П'єр зрозумів, що у багатьох медичних бібліотеках не вистачає хороших підручників зі стоматології та що потрібна енциклопедична книга з питань ротової хірургії, тому він вирішив написати трактат професійного стоматолога на основі свого медичного досвіду. Протягом багатьох місяців Фошар зібрав якомога більше книг з медичних досліджень, взяв інтерв'ю у багатьох стоматологів, з якими зустрічався, і переглянув свої особисті щоденники за роки роботи в Анже, щоб написати свій посібник. Нарешті, в 1723 році, у 45-річному віці, він дописав перший рукопис на 600 сторінок для "Le Chirurgien Dentiste" (приблизно перекладеного як "Хірургічний стоматолог"). Фошар чекав відгуків від своїх сучасників протягом наступних п’яти років, і до моменту публікації у 1728 році у двох томах рукопис виріс до 783 сторінок. Книга була добре сприйнята в європейському медичному товаристві. Німецький переклад вже був доступний у 1733 році, Збільшене видання французькою мовою було опубліковане в 1746 році, Але переклад англійською мовою повинен був зачекати ще 200 років до 1946 року.

## Внесок до розвитку стоматології

### Стоматологія перед Фошаром
Люди часто ходили до перукарів чи виривачів зубів замість лікарів. Знімачі зубів часто використовували інструменти, що називаються пеліканами, для виривання зубів. Ці пелікани були не дуже точними, і вони часто виривали здорові зуби разом із проблемними. Іноді ці пелікани теж видаляли частину щелепи. У цей час хірурги намагалися набути статусу і хотіли дистанціюватися від виривачів зубів. Отже, Фошар був досить незвичним для того часу, коли був хірургом, який вивчав зуби.
Література про зуби, як правило, міститься в трактатах з хірургії, оскільки на той час не було книг, явно написаних про зуби.
Положення про те, хто може працювати зі зубами, не існувало, поки Паризький медичний факультет не видав Указ 1699 року, який створював звання експерта з лікування зубів, або «експерта по зубах» для людей, які мають сертифікат на стоматологічну роботу.

### Від ремесла до науки
Фошар засмучувався тим, що медична спільнота в основному ігнорувала зуби. Він сказав, що «найвідоміші хірурги, відмовившись від цієї частини мистецтва або, принаймні, мало приділяючи їй увагу, спричинили цю недбалість, зростання людей, які без теорії та досвіду принизили її і практикували випадковість, без принципів чи методу». Він вважав, що занадто багато виривачів зубів витрачають занадто багато часу на те, як виривати зуби методом спроб і помилок, і він вважав, що люди, які працюють із зубами, повинні витрачати більше часу на те, щоб навчитися зберігати зуби.

### Гігієна
Фошар вважав, що основний спосіб, яким люди повинні підтримувати зуби в чистоті, — це щоранку мити рот водою і терти зуби мокрою губкою. Він також заявив, що деякі етанолу, змішані з водою, є достатнім розчином для очищення. Він заявив, що на зубних щітках слід використовувати губку замість тканини або льону, оскільки тканина була занадто грубою і часто зношувала зуби.
Фошар зазначив, що такі загальні інгредієнти, як цегла, порцеляна, пемза, кальцинований тальк, кальцинований алюміній, приносять більше шкоди, ніж користі. Також спостерігався сік щавлю, лимонний сік, спирт купоросу та сіль, які руйнують емаль. Дентрифік, який рекомендує Фошар, — це суміш коралів, драконівської крові, паленого меду, насінних перлин, рибної кістки, очей раків, бол—д'Армері, террі сигіле, терматичного гематиту, тростини, прожареного квасцов, повністю відновленого до дрібного порошку та змішаного разом.

## «Хірургічний стоматолог»
Книга складалася з 38 глав в тому 1 і 26 розділів в тому 2. Предмети в його книзі включали стоматологічну освіту, стоматологічну анатомію, карієс, патологію, Materia Medica та терапію, ортодонтію, хірургію, пересадку та трансплантацію, рефлекторні нервові хвороби, пов’язані із захворюваннями порожнини рота, піорею, крововиливи та стиптику, оперативну та протезну стоматологію. Крім того, обидва томи містили 42 пластини із зображеннями хірургічних інструментів та приладів. Багато ідей, представлених у книзі, були абсолютно новими для стоматології. П'єр Фошар закарбував у своїх книгах багато своїх винаходів інструментів, виготовлених для хірургії порожнини рота, таких як обтюратор та відома нині стоматологічна муштра. Свердло, розроблене Фошаром, було ручним та працювало від кетгуту, скрученого навколо циліндра. Він також запропонував у своїй книзі використовувати масло гвоздики та кориці при пульпіті.
Передмова книги була використана для привернення уваги до зубних законів в Указі 1699 року.
Фошар рекомендував використовувати людську сечу для лікування ранніх стадій карієсу. Хімічною сполукою, яку він тоді не зміг ідентифікувати в сечі, був аміак, який відповідав за «корисний результат» сечі. Хоча для цього використовували сечу з найдавніших часів до середньовіччя, лікування чимало лікарів та пацієнтів зазнало стійкості.

### Основні моменти
- Фошар описав симптоми 103 захворювань ротової порожнини, а також способи їх лікування.[9]
- Він припустив, що німецька теорія зубних глистів помилково пояснювала карієс. Його спостереження за допомогою мікроскопа показали, що жодних ознак глистів не було.[14]
- Він також зазначив, що причиною карієсу зубів є цукор, і люди повинні обмежити його з раціону.[14]
- Він спростував теорії спонтанного формування зубів, аргументуючи це тим, що перші зуби, які називаються молочними зубами, відокремлюються від своїх коренів. Деякі стоматологи за часів Фошара вважали, що вони не мають коренів.[14]
- Він представив пломби для лікування зубних порожнин і запропонував амальгами, такі як свинець, олово та іноді золото. Він також сказав, що зуби повинні періодично чистити стоматолог.[14]
- Він сказав, що брекети слід використовувати для корекції положення зубів, і що дитячі зуби можуть рухатися легше і швидше, ніж дорослі, що є результатом розміру коренів зубів, за словами Фошара.[14]
- Він випередив свій час у медичній практиці, і він описав, як пацієнта повинен зустрічати лікар, і положення, в якому пацієнт повинен сидіти.[14]
- Він порекомендував стоматологу стояти позаду пацієнта, щоб допомогти їм розслабитися, і він представив концепцію світла для крісла стоматолога.[14]
- Тим не менше, він рекомендував проводити полоскання горла двічі на день свіжозібраною сечею ("..se rinser la bouche tous les matins, & même le soir, avant que de se coucher, avec quelques cuillerées de son urin tout nouvellement renduë ..." />[15]

## Останні дні
У своїй книзі та все своє життя Фошар засуджував шарлатанство і шахрайство зубних шарлатанів та експлуатацію пацієнтів. П’єр розповів своїм учням та друзям про дуже шкідливі методи, які застосовують шарлатани, та порадив уникати їх. Він попередив своїх медичних читачів, що азотна кислота та сірчана кислота на зубах для видалення зубного каменю, що використовується шарлатанами, потенційно небезпечні, і пояснив, як ідентифікувати їх помилкові пломби. Одним із перших лікарів, які засудили медичну неправомірність у стоматології, він заявив перед трибуналом, що багато стоматологів у Франції не мають диплому та досвіду.
Фошар став зразком для всіх прийдешніх стоматологів. Він помер у 83-річному віці у Парижі 22 березня 1761 року. Він був призначений Maitre Chirurgien—Dentiste, або майстром стоматологічної хірургії, в його похованні.

## Спадщина
Робота Фошара вплинула на багато молодих медичних умів у епоху просвітництва у Франції, Роберт Банон (1702–1748), стоматолог, такий як Фошар, провів багато років свого життя в дослідженнях гіпоплазії емалі.
Етьєн Бурде (1722–1789), який, як кажуть, один з найкращих стоматологів Франції після Фошара, базував свою роботу головним чином на зубних протезах (концепція, введена П'єром), він також вдосконалив спосіб виготовлення амальгами та був першим лікарем, який почав робити гінгівектомію своїм пацієнтам, коли це потрібно.
Американський стоматолог XIX століття Чапін А. Гарріс часто цитував його і говорив, що «враховуючи обставини та обмеження свого часу, ми завжди будемо пам'ятати його як новатора та засновника сучасної стоматології».
На його честь була названа стоматологічна академія імені П'єра Фошара, заснована в 1936 році.
Фошар був зображений на марці у Франції на честь 200—річчя з дня його смерті в 1961 році.